# 브랜드 에쿼티
브랜드 에쿼티(brand equity) 또는 브랜드 자산은 마케팅에서 브랜드 그 자체의 가치, 즉 잘 알려진 브랜드 이름의 사회적 가치를 의미한다. 잘 알려진 브랜드 이름의 소유자는 소비자가 덜 알려진 브랜드의 제품보다 잘 알려진 브랜드의 제품을 더 좋게 인식하기 때문에 단순히 브랜드 인지도만으로 더 많은 수익을 창출할 수 있다.
연구 문헌에서 브랜드 자산은 인지심리학과 정보경제학이라는 두 가지 다른 관점에서 연구되었다. 인지 심리학에 따르면, 브랜드 자산은 속성 인식을 주도하는 브랜드 기능 및 연관성에 대한 소비자의 인식에 있다. 정보 경제학에 따르면 강력한 브랜드 이름은 정보가 부족한 구매자에게 제품 품질에 대한 신뢰할 수 있는 신호로 작용하며 브랜드 투자에 대한 수익의 형태로 가격 프리미엄을 생성한다. 브랜드 자산은 가격 구조 결정에 중요한 역할을 하며, 특히 기업은 관찰된 제품 차별화를 통제한 후 브랜드 자산에서 파생되는 가격 프리미엄을 부과할 수 있다는 것이 경험적으로 입증되었다.

## 같이 보기
- 브랜드
- 브랜드 건축
- 브랜드 확장
- 브랜드 경영
- 마케팅
- 제품 관리